# Тресонче
Трѐсонче или Трѐсанче (на македонска литературна норма: Тресонче) е село в Северна Македония, в община Маврово и Ростуше.

## География
Селото е разположено в областта Мала Река високо в планината Бистра на Мала река.

## История

### В Османската империя
За пръв път Тресонче се споменава в османо-турски документи от втората половина на XV век като дервентджийско село. В 1493 година е отбелязано като напуснато от своите жители. Натискът от страна на местните власти е причина за издаването на два султански фермана – през 1526 и през 1680 година, с които се потвърждава дервентджийския статут на селото. В задълженията на местните жители е влизала охраната и поддържането на пътищата Дебър – Маврово и Дебър – Кичево.
В XIX век Тресонче е голямо българско мияшко село в Реканска каза на Османската империя. В „Етнография на вилаетите Адрианопол, Монастир и Салоника“, издадена в Константинопол в 1878 година и отразяваща статистиката на населението от 1873 година, Тресенци (Trésentzi) е посочено като село със 180 домакинства, като жителите му са 565 българи.
Според статистиката на Васил Кънчов („Македония. Етнография и статистика“) в 1900 година Тресанче има 1320 жители българи християни.
На Етнографската карта на Битолския вилает на Картографския институт в София от 1901 година Тресанче е чисто българско село в Реканската каза на Дебърския санджак с 210 къщи.
Според митрополит Поликарп Дебърски и Велешки в 1904 година в Тресанче има 50 сръбски къщи. По данни на секретаря на Българската екзархия Димитър Мишев („La Macédoine et sa Population Chrétienne“) в 1905 година в Тресанче има 1680 българи екзархисти и в селото функционират българско и сръбско училище.
В 1910 година по време на обезоръжителната акция в селото е изтезаван председателят на българския клуб Иван Юруковски.
Според статистика на вестник „Дебърски глас“ в 1911 година в Тресанче има 140 български екзархийски и 44 патриаршистки къщи (от 1900 г.). В селото работи сръбско училище с двама учители и 17 ученици.
При избухването на Балканската война през 1912 година осемдесет и един души от селото са доброволци в Македоно-одринското опълчение.

### В Сърбия
След Междусъюзническата война селото е включено в състава на Сърбия. Българското училище е затворено, а книгите в библиотеката – изгорени.
На етническата си карта на Северозападна Македония в 1929 година Афанасий Селишчев отбелязва Тресонче като българско село.
По време на Втората световна война селото е в италианската окупационна зона и пострадва от окупационните власти. На 15 декември 1942 г., секретарят на българското външно министерство Димитър Шишманов протестира пред италианския пълномощен министър Масимо Маджистрати относно албанските изстъпления над българите в Тресонче, Селце и околностите.
Според преброяването от 2002 година селото има 8 жители северномакедонци.
| Националност     | Всичко |
| северномакедонци | 8      |
| албанци          | 0      |
| турци            | 0      |
| роми             | 0      |
| власи            | 0      |
| сърби            | 0      |
| бошняци          | 0      |
| други            | 0      |

## Църкви
В Тресонче има два централни православни храма, част от Дебърско-кичевската епархия на Македонската православна църква: „Свети Никола“ от XVIII век и „Св. св. Петър и Павел“ от 1844 година. На около един километър западно от селото в местността Щали се намира малката църква „Света Петка“ от края на XX век. Под връх Бързовец на север в една скала се намира светилището Водици. В махалата Върлевци е имало малка църквичка, посветена на Свети Илия. Днес там има само голям бигорен кръст.

## Личности
От Тресонче е българската хайдутка действала в края на XVIII и началото на XIX век Сирма Кръстева. Други видни тресончани са представители на видната фамилия на иконописци, строители и резбари Рензови, които се преселват от Папрадище в Тресонче, като Георги Дамянов, Коста Дамянов, Никола Дамянов и други. Други изтъкнати тресончани са известните български зографи Дичо Зограф и Аврам Дичов. От Тресонче са и българският революционер Максим Ненов, българският просветен деец Нестор Данаилов, българският революционер и просветител Мино Сарджов, както и югославският художник Димитър Пандилов.